# Zbrojnice (Key West)
Zbrojnice je historická budova na Key West na Floridě. Nachází se na adrese 600 White Street.
Zbrojnice byla postavena na podporu vojenského výcviku a připravenosti místních vojenských rezerv. V roce 1877 byla založena organizace Key West Rifle, dobrovolná vojenská společnost s 80 členy. Nebyla příliš profesionální a po požáru z roku 1886, který zničil veškeré vybavení, přestala existovat. V roce 1888 byla zorganizována 32členná společnost s názvem Island City Guards, která se nakonec stala druhým plukem pěchoty. Nyní je součástí národní gardy.
Půda pro zbrojnici byla zakoupena okresem Monroe v roce 1901. Zbrojnice byla navržena T. F. Russellem a postavena v roce 1901 Johnem T. Sawyerem. V roce 1903, na základě rozhodnutí Nejvyššího soudu na Floridě, stát Florida vrátil náklady kraji a převzal vlastnictví.
Roku 1971 byla zapsána do National Register of Historic Places.